# 田町 (津山市)
田町（たまち）は岡山県津山市にある地名。郵便番号は708-0052。

## 地理
東西に広く、東は山下、西は小田中に接する。津山城下町内の各町は面積が小さいものがほとんどだが、山下や南新座、椿高下などとともに城下町内においては大きな町である。 

## 歴史

### 沿革
- 1889年6月1日 - 町村制施行に伴い、津山城下町の田町他、宮川以西の町が合併して西北条郡津山町となる。
- 1900年4月1日 -　津山町が東南条郡津山東町を編入するとともに、西北条郡が西西条郡、東南条郡、東北条郡と合併し、苫田郡津山町となる。
- 1923年4月1日 - 苫田郡林田村が町制・改称、津山東町となる
- 1929年2月11日 - 津山町が周辺町村と合併・市制により、津山市となる.

## 世帯数と人口
2021年（令和3年）1月1日現在の世帯数と人口は以下の通りである。
| 町丁 | 世帯数  | 人口  |
| ---- | ------- | ----- |
| 田町 | 417世帯 | 742人 |

## 小・中学校の学区
市立小・中学校に通う場合、学区は以下の通りとなる。
| 番地                         | 小学校           | 中学校             |
| ---------------------------- | ---------------- | ------------------ |
| 田町一区・田町二区・田町三区 | 津山市立北小学校 | 津山市立鶴山中学校 |
| 田町四区                     | 津山市立西小学校 | 津山市立鶴山中学校 |

## 交通

### 道路
- 岡山県道68号津山加茂線

## 施設
- 津山年金事務所
- 津山税務署
- 法務局津山支局
- 津山朝日新聞社
  - 本社
  - 津山朝日新聞中央販売所
  - 津山朝日新聞北部販売所
- 津山田町郵便局
- 出雲大社美作分院
- 城西浪漫館（旧中島病院本館、国の登録有形文化財）